# Kochi (India)
Kochi (Malayalam: കൊച്ചി), vroeger bekend als Cochin, is de op een na grootste stad in de Indiase deelstaat Kerala. De stad is gelegen in het district Ernakulam en de gemeente heeft 677.381 inwoners (2011). De agglomeratie heeft echter 2.119.724 inwoners (2011), waarmee dit de grootste agglomeratie van Kerala is en een van de snelst groeiende stedelijke gebieden in India.

## Geografie
De stad is een belangrijke havenstad en is al eeuwenlang het centrum van de specerijenhandel. Kochi werd in een vroeg stadium de koningin van de Arabische Zee genoemd. In Kochi worden goud, textiel en vis (zie ook Chinese visnetten van Kochi) verhandeld en verscheept. De stad is aantrekkelijk voor toeristen en bedrijven, actief in de IT. De natuurlijke haven van Kochi biedt toegang tot de Backwaters van Kerala.
De Cochin International Airport ligt 25 km ten noordoosten van het stadscentrum.
De gemeente Kochi bestaat uit 70 wards. De voormalige gemeenten Fort Kochi, Mattancherry en Ernakulam zijn sinds de fusie in 1967 stadsdelen van Kochi. De gemeente (Corporation of Cochin) heeft haar hoofdkwartier in Ernakulam.

## Geschiedenis

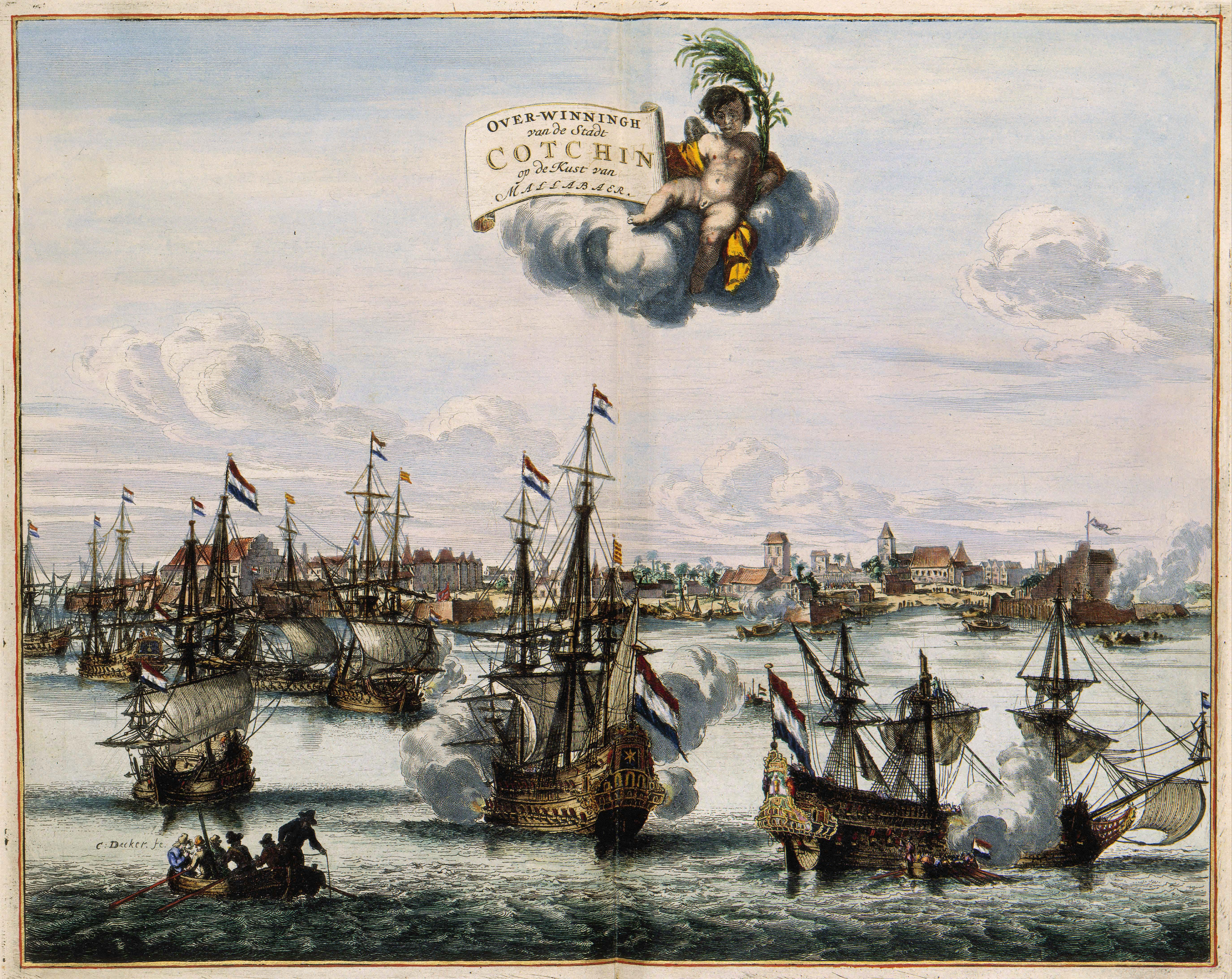
In 1663 veroveren de Nederlanders de stad Cochin op de Portugezen
(1682), Dirk Jansz van Santen en Coenraet Decker, KB

Kochi was de hoofdstad van een gelijknamig koninkrijk, dat toonaangevend was in de Malabar. Van 1503 tot 1663 viel Kochi onder de heerschappij van de Portugezen. Vasco da Gama, de ontdekkingsreiziger, overleed in 1524 in Kochi tijdens zijn derde reis naar Indië. Hij werd er in eerste instantie ook begraven. Zijn lichaam werd in 1539 naar Portugal overgebracht.
In 1662 werd de stad, met na Goa de belangrijkste Portugese bezetting, drie weken lang belegerd door Rijklof van Goens. De Portugezen kregen versterking en de wintermoesson zette eerder in dan verwacht. Ondanks deze tegenslagen veroverden de Nederlanders de stad in 1663. De koning en zijn zoon werden gedood, maar de koningin-weduwe mocht uit de familie een opvolger aanwijzen.
De Hollandse Commandeur Hendrik van Rheede liet huizen bouwen in Amsterdamse stijl en gaf de straten Amsterdamse namen. De Nederlandse begraafplaats in Kochi is een van de oudste Europese begraafplaatsen in India. Het oudste graf, van Vera van Heininge, werd in 1664 gedolven. Het meest recente Nederlandse graf is dat van de driejarige Helena Muller, die in december 1814 stierf. 
Vanaf 1717 tot 1723 was Jacobus Canter Visscher predikant in Kochi. Hij schreef brieven aan zijn familie over de Malabaarse cultuur.
Toen de VOC werd opgeheven en de Engelsen de Malabar overnamen, bleef het Hollandse karakter van Kochi nog lang gehandhaafd. De renovatie van de koloniale begraafplaats is in januari 2007 afgerond. Sindsdien is de begraafplaats opengesteld voor het publiek.

## Culture
Kochi heeft een diverse, multiculturele en seculiere gemeenschap die bestaat uit Malayali's, Punjabi's, Gujarati's, Konkani's, Marathi's, Tamils, Kannadiga's, Bihari's, Bengalen, Anglo-Indiërs en Joden, naast andere denominaties.

## Sport
Net als elders in Kerala is voetbal misschien wel de populairste sport onder de lokale bevolking. In de Indian Super League (ISL) vertegenwoordigt Kerala Blasters zowel de stad als de staat Kerala. Het Jawaharlal Nehrustadion in Kaloor is het vierde grootste stadion van India en het derde grootste cricketstadion.

## Bekende inwoners van Kochi

### Geboren
- Dulquer Salmaan (1983), acteur
- Asin (1985), actrice

### Overleden
- Vasco da Gama (1460 of 1469)-1524), ontdekkingsreiziger

## Afbeeldingen

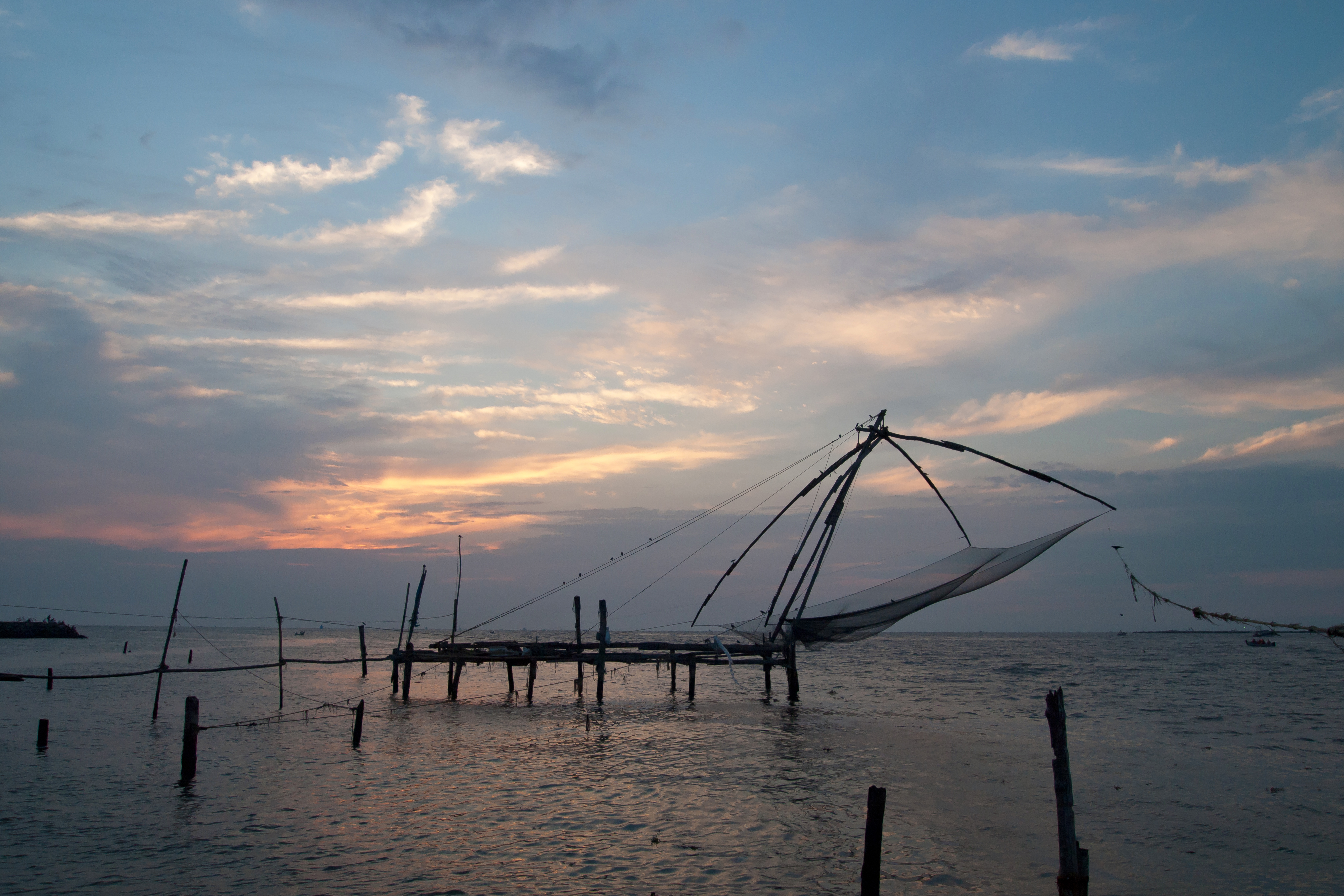
Visnetten in Kochi
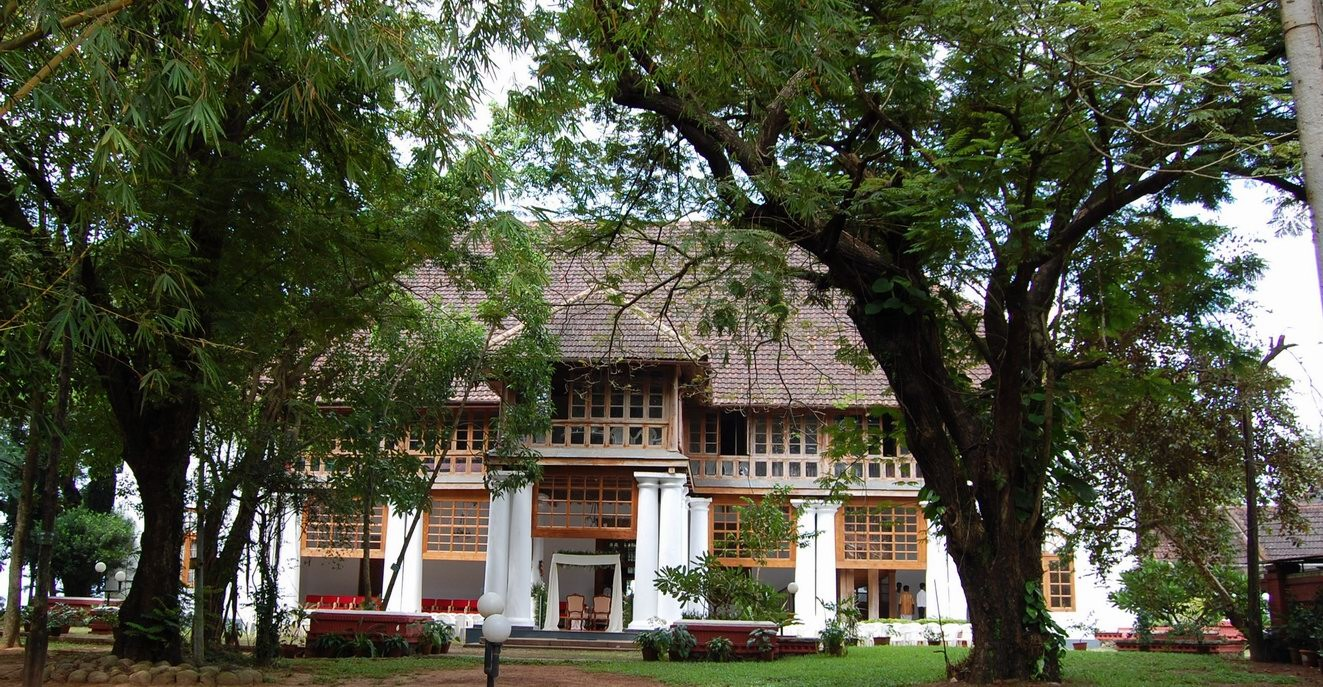
Nederlandse koloniale architectuur